# Угърчински височини
Угърчинските височини са хълмисто-платовидна област в северната структурна ивица на Средния Предбалкан, област Ловеч, на запад от Ловчанските височини.
Угърчинските височини се простират между долината на река Вит на запад и долината на река Елешница (ляв приток на Катунецка река), която ги отделя от Ловчанските височини на изток. На юг долините на реките Скоков дол (десен приток на Вит), Сопотска река (ляв приток на Каменица) и Каменица (десен приток на Вит) ги отделят от рида Гагайка, а на север, по долината на Катунецка река (десен приток на Каменица) преминава условната граница между Средната Дунавска равнина и Средния Предбалкан.
Височините имат почти квадратна форма с приблизателна дължина и ширина 20/20 км. Най-високата точка се намира в югозападната им част, връх Палангурска могила (506,7 м), разположен на около 2 км северно от село Славщица.
Височините имат средна надморска височина 400 – 500 м и са силно разчленени от река Каменица и нейните притоци, която ги разполовява на западна и източна част. Изградени са от долнокредни варовици, мергели и пясъчници. Силно развити карстови форми. Климатът е умерено-континентален със сравнително студена зима и топло лято. Почвите са сиви горски и рендзини. Частично са обрасли с редки благуново-церови гори. Големи площи са заети от обработваеми земи и пасища.
В центъра на височините, на река Каменица е разположен град Угърчин, а около него са селата: Бежаново, Драгана, Каленик, Катунец и Славщица.
От северозапад на югоизток, от село Дерманци до град Угърчин, на протежение от 19,5 км преминава участък от третокласен път № 307 от Държавната пътна мрежа Луковит – Угърчин – Микре.
По западното и северното подножие на височините предстои изграждането на участък от автомагистрала „Хемус“.

## Топографска карта
- Лист от карта K-35-25. Мащаб: 1 : 100 000.
- Лист от карта K-35-26. Мащаб: 1 : 100 000.